# Bonus Township (Illinois)
Bonus Township est un township du comté de Boone dans l'Illinois, aux États-Unis,. 

## Source de la traduction
- (en) Cet article est partiellement ou en totalité issu de l’article de Wikipédia en anglais intitulé « Bonus Township, Boone County, Illinois » (voir la liste des auteurs).